# Square du Cardinal-Jules-Saliège
Allée du Colonel-Arnaud-Beltrame-et-du-Père-Jacques-Hamel
Le square du Cardinal-Jules-Saliège est une voie de Toulouse, chef-lieu de la région Occitanie, dans le Midi de la France. Le côté sud du square, qui longe la cathédrale Saint-Étienne, est plus spécifiquement l'allée du Colonel-Arnaud-Beltrame-et-du-Père-Jacques-Hamel.

## Situation et accès

### Description
Le square du Cardinal-Jules-Saliège et l'allée du Colonel-Arnaud-Beltrame-et-du-Père-Jacques-Hamel sont deux voies publiques. Elles se situent au cœur du quartier Saint-Étienne, dans le secteur 1 - Centre.

### Voies rencontrées
Le square du Cardinal-Jules-Saliège rencontre les voies suivantes, dans l'ordre des numéros croissants :
1. Place Saint-Étienne
2. Rue Samuel-Paty
3. Rue Riguepels
4. Rue Sainte-Anne

## Odonymie
Le square, lorsqu'il est aménagé en 1935, prend naturellement le nom de Saint-Étienne. C'est en 1957 que la municipalité toulousaine, dirigée par l'ancien Résistant Raymond Badiou, décida de lui attribuer le nom de Jules Saliège (1870-1956), quelques mois seulement après sa mort. Archevêque de Toulouse de 1928 à sa mort, créé cardinal en 1946 par le pape Pie XII, il s'était fait connaître pour ses prises de position pendant l'Occupation, particulièrement dans sa dénonciation des déportations de Juifs. Il avait été reconnu « compagnon de la Libération » et avait également reçu la distinction de « Juste parmi les nations ».
Le 29 mars 2019, par décision du conseil municipal, l'allée qui traverse le square d'est en ouest, longeant le côté nord de la cathédrale, a été nommée en hommage à Arnaud Beltrame (1973-2018), colonel de gendarmerie, et à Jacques Hamel (1930-2016), prêtre catholique et curé de la paroisse de Saint-Étienne-du-Rouvray. Ils sont tous deux victimes d'actions terroristes menées au nom de l'État islamique. Le premier, Arnaud Beltrame, officier au groupement de gendarmerie de l'Aude, est assassiné lors d'une attaque au Super U de Trèbes, ayant offert au terroriste de prendre la place d'un otage. Le second est également assassiné lors d'une attaque terroriste, alors qu'il célébrait la messe. La nouvelle plaque est dévoilée le 13 juillet lors d'une cérémonie présidée par le maire de la ville, Jean-Luc Moudenc, et en présence de personnalités dont le préfet de la région Occitanie, Étienne Guyot, le général Bernard Clouzot, commandant la région de gendarmerie d'Occitanie, et l'abbé Vincent Gallois, représentant l'archevêque de Toulouse,.

## Histoire
Entre 1912 et 1914, les maisons de la rue des Cloches sont démolies.

## Patrimoine et lieux d'intérêt

### Œuvre publique
- monument au cardinal Jules Saliège.
Le monument est élevé en 1986 à la mémoire du cardinal Jules Saliège, à l'occasion du trentième anniversaire de sa mort. Au sol, deux plaques de marbre rouge sont posées à plat. Elles sont gravées du texte de la Lettre sur la personne humaine, écrite et publiée en 1942. Au centre, un piédestal de marbre rouge porte le buste de Jules Saliège, réalisé par l'abbé Moussié. L'œuvre, victime de vandalisme en 2007, est remplacée par une copie en résine, puis en 2021 par une nouvelle copie en bronze. À cette occasion, le monument est déplacé à l'entrée du square du côté de la rue Riguepels[6],[7]. Cependant, il est vandalisé une nouvelle fois en 2023[8].